# زک جکوک
زک جکوک (انگلیسی: Zach Jeacock؛ زادهٔ ۸ مهٔ ۲۰۰۱) بازیکن فوتبال است.
وی همچنین در تیم ملی فوتبال زیر ۱۹ سال انگلستان بازی کرده‌است.